# Ordeal by Innocence
Ordeal by Innocence (Punição para a inocência, no Brasil / Cabo da víbora ou A Provação do Inocente, em Portugal) é um romance policial de Agatha Christie, publicado em 1958. Este era um dos dois livros favoritos da autora; o outro era A Casa Torta, publicado em 1949.

## Enredo
Jacko Argyle morre na prisão após ser condenado pelo brutal assassinato da própria mãe, Rachel Argyle. Dois anos depois, volta de viagem um cientista chamado Arthur Calgary, que possui provas da inocência de Jacko. Ao fazer essa revelação, Arthur se surpreende ao perceber que nenhum dos familiares de Jacko parece feliz ou aliviado pela notícia, mas sim preocupados com o fato de que um deles seja o verdadeiro assassino. A atmosfera de desconfiança e medo toma da família Argyle, com todos os seus membros questionando qual deles pode ser o assassino. Se sentindo culpado por ter causado essa situação, Arthur Calgary resolve ajudar a polícia a investigar o caso.

## Adaptações
O romance foi adaptado para o cinema em 1985, com o mesmo título do livro, dirigido por Desmond Davis e com Faye Dunaway, Donald Sutherland, Christopher Plummer e Sarah Miles no elenco principal.
Em 2018 foi adaptada em formato de minissérie pela BBC.